# Pomp and Circumstance Marches
Die Pomp and Circumstance Marches, op. 39, sind eine Reihe von fünf Märschen für Orchester, komponiert von Edward Elgar.

## Der Titel „Pomp and Circumstance“
Der Titel der Reihe stammt aus dem dritten Aufzug, dritte Szene von Shakespeares Schauspiel Othello: 
Farewell the neighing steed, and the shrill trump,
The spirit-stirring drum, the ear-piercing fife,
The royal banner, and all quality,
Pride, pomp, and circumstance of glorious war!
Mit „pomp and circumstance“ ist der Prunk und Pomp eines glorreichen Krieges gemeint.

## Entstehung
Die einzelnen Märsche entstanden zwischen 1901 und 1930 und wurden jeweils kurz nach ihrer Entstehung uraufgeführt.
Elgar hatte Skizzen zu einem sechsten Marsch (in g-moll) hinterlassen, die 2006 von Anthony Payne zu einem kompletten Stück vervollständigt wurden; es wurde am 2. August desselben Jahres bei den Londoner Proms uraufgeführt.

## Wirkung
Seine Popularität verdankt Pomp and Circumstance vor allem den ersten beiden Märschen. Der erste Marsch, den sich Edward VII. für seine Krönungsfeierlichkeiten wünschte, ist mit den Worten „Land of Hope and Glory“ unterlegt und wurde fast beliebter als die britische Nationalhymne God Save the King. Bis 2010 war er inoffizielle Regionalhymne Englands, wurde dann jedoch von der Hymne Jerusalem verdrängt.

## Film
- Englands heimliche Hymne – Land of Hope and Glory. Dokumentarfilm, Deutschland, 2016, 51:50 Min., Buch: Axel Brüggemann, Regie: Axel Fuhrmann, Produktion: DokFabrik, Perspektive Medienproduktion, NDR, arte, Erstsendung: 3. April 2016 bei arte, Inhaltsangabe